# Césarie d'Arles
Sainte Césarie dite l'Ancienne (Vers 475 - 12 janvier 527), sœur de l'évêque métropolitain d'Arles Césaire (Vers 470 - 543). 

## Biographie
Elle est cloitrée dès son jeune âge dans un monastère de Marseille pour y être élevée. En 512, elle devient la première abbesse du monastère que Césaire fonde à Arles. Ce dernier rédige pour ce monastère, dénommé alors Saint Jean, la Regula sanctarum uirginum. Cette règle est aussi connue sous le nom de Règle de Sainte-Césarie.  
Césarie meurt un 12 janvier, probablement en 527, après avoir été quinze ans abbesse du monastère. Elle est inhumée dans la basilique Sainte-Marie dédicacée le 6 juin 524 lors d'un concile tenu à Arles.
À Arles, seule une statue située dans l'église Saint-Césaire-le-Neuf évoque son souvenir ; Césarie est représentée en pied, en tenue monastique, portant une maquette du monastère de la main gauche. Elle est  fêtée le 12 janvier.